# Драмское восстание
Драмское восстание (греч. Εξέγερση της Δράμας, болг. Драмско въстание) — восстание греческих антифашистов против болгарской оккупации, произошедшее 28-29 сентября 1941 года.

## История

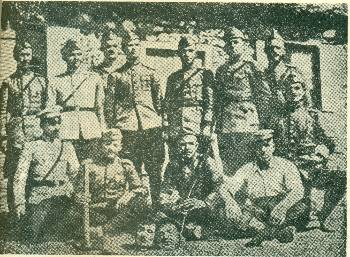
Болгарские военные фотографируются демонстрируя отрубленные головы греческих повстанцев после Драмского восстания. Сентябрь 1941 года

В июле 1941 года в городе был размещён болгарский пехотный батальон 57-го пехотного полка (в состав которого входили штаб, три пехотных роты, одна пулемётная рота, миномётный взвод и батарея 105-мм орудий).
Драмский окружной комитет Коммунистической партии Греции вечером 28 сентября 1941 года дал партизанам сигнал к началу восстания. В городе Доксато партизаны захватили здание полицейской администрации. Из 20 общин греческой Македонии восстанием были охвачены 14, стычки начались в 69 сёлах. Город Драма был сожжён дотла, в соседней области Зихни также вспыхнуло восстание в двух общинах. В восстании участвовали несколько тысяч человек, в основном не вооружённые чем-либо люди.
Болгарские войска отреагировали мгновенно, выбив к 29 сентября партизан с большей части охваченных восстанием территорий и фактически подавив восстание. Те отступили к горам Лекани и Пангеон для перегруппировки, но болгарские войска не остановились. К 30 сентября партизаны отошли к северным районам Кавалы и Элевтеруполи, а болгары сформировали три жандармские группировки, которые с 1 по 6 октября проводили зачистку местности. При поддержке артиллерии и авиации болгары уничтожили большую часть партизан (последние несдавшиеся погибли 5 ноября).
В результате восстания болгары потеряли 211 человек убитыми (28 служебных лиц и 183 мирных жителей), партизаны понесли потери до 1600 человек, хотя греческие источники увеличивают количество жертв в пропагандистских целях.

## См.также
- Расстрел в Кормиста
- Апостолос Дзанис